# Florence Henri
Florence Henri (* 28. Juni 1893 in New York; † 24. Juli 1982 in Compiègne, Bellival, Frankreich) war eine US-amerikanische Fotografin und Malerin. Sie erhielt ihre künstlerische Ausbildung am Bauhaus in Weimar und an der Pariser Académie Moderne. Ihr künstlerisches Schaffen gehörte zur europäischen Avantgarde des 20. Jahrhunderts.

## Leben
Florence Henri wuchs in der europäischen Avantgarde auf und ließ sich zur klassischen Konzertpianistin ausbilden. Durch einen Besuch bei ihren Freundinnen Margarete Schall und Grete Willers, die beide im April 1927 am Bauhaus studierten, entdeckte sie die Fotografie als ihr Medium.
In Berlin besuchte sie die Kunstakademie und war Schülerin von Johannes Walter-Kurau, in Paris lernte sie an der Académie Moderne bei Fernand Léger und Amédée Ozenfant, um dann 1927 für einen Sommerkurs an das Bauhaus in Dessau zu gehen. Dort war Josef Albers einer ihrer Lehrer. Bei László Moholy-Nagy studierte sie Fotografie und lernte durch ihn Effekte wie Mehrfachbelichtung und Fotomontage kennen. Henri besuchte die Kurse von Wassily Kandinsky und Paul Klee. Sie nahm 1929 und 1930 an der internationalen Fotografie-Ausstellung „Photographie der Gegenwart“ sowie der wegweisenden Ausstellung des Deutschen Werkbundes „Film und Foto“ (FiFo) in Stuttgart teil, die Arbeiten der Neuen Fotografie vorstellte.
Während ihrer Zeit am Bauhaus schloss Henri lebenslange Freundschaften, darunter waren Ist und Walter Gropius, Hinnerk und Lou Scheper, Herbert und Irene Bayer und Marcel Breuer. Zusammen mit Margarete Schall, die spätestens zu diesem Zeitpunkt ihre Liebhaberin war, und einigen Ankäufen von Bauhauskünstlern, verließ sie das Bauhaus im August, um in Paris zu leben. Im Jahr 1938 wurde sie als einzige Fotografin in den Katalog zur ersten Bauhaus-Ausstellung aufgenommen, die in New York im Museum of Modern Art stattfand.
Im Anschluss an ihren Deutschlandaufenthalt eröffnete sie in Paris ein Fotostudio, in dem sie auch eigene Schüler unterrichtete, darunter Lisette Model, und schloss sich der Pariser Kunstszene an. Dort erhielt sie, unter anderem durch Begegnungen mit Man Ray, Germaine Krull und dem ungarischen Fotografen André Kertész, wichtige Impulse für ihre fotografische Arbeit.
Sie entwickelte, basierend auf umfangreichen Experimenten mit Spiegeln und Prismen ein sehr eigenständiges Œuvre, das sich zwischen Einflüssen Légers, des Bauhauses, aber auch des Dadaismus und des Surrealismus bewegte. Gleichzeitig arbeitete sie im Brotberuf als Werbe-, Porträt- und Modefotografin. Zu den von ihr Porträtierten zählen Hans Arp, Robert Delaunay und Wassily Kandinsky.
Nach dem Zweiten Weltkrieg erhielt Florence Henri aus ihrem Bekannten- und Freundeskreis Porträtaufträge, die ihr halfen, ihren Lebensunterhalt aufzubessern. Auf Reisen fotografierte sie nur noch aus Liebhaberei. Diese Fotografien gelten bis heute nicht als Bestandteil ihres künstlerischen Werkes. Sie widmete sich der Malerei. Als Malerin stand sie den zeitgenössischen Strömungen der 1920er Jahre nahe.
Die Bauhauskünstlerin Margarete Schall war ihr eine lebenslange Freundin und Lebensgefährtin.

## Ausstellungen (Auswahl)
- 2014: Florence Henri. Compositionen. Pinakothek der Moderne, München.[5]
- 2015: Florence Henri. Miroir des avant-gardes, 1927–1940, Galerie nationale du Jeu de Paume, Paris, 24. Februar bis 17. Mai 2015